# Rue Wellington (Ottawa)
Pour les articles homonymes, voir Rue Wellington.
 (signalé en août 2025).
Si vous disposez d'ouvrages ou d'articles de référence ou si vous connaissez des sites web de qualité traitant du thème abordé ici, merci de compléter l'article en donnant les références utiles à sa vérifiabilité et en les liant à la section « Notes et références ».
- Archive Wikiwix
- Bing
- Cairn
- DuckDuckGo
- E. Universalis
- Gallica
- Google
- G. Books
- G. News
- G. Scholar
- Persée
- Qwant
- (zh) Baidu
- (ru) Yandex
- (wd) trouver des œuvres sur Wikidata

La rue Wellington (anglais : Wellington street) est une voie de circulation importante d'Ottawa, la capitale du Canada. Il s'agit de la rue principale de la Cité parlementaire du Canada. C'est aussi l'une des deux premières rues tracées à Bytown en 1826 (la première étant la rue Rideau, qui est la partie est de la rue Wellington). D'ouest en est, la rue s'étend de la place Vimy, au croisement du Kichi Zībī Mīkan et de la rue Booth, jusqu'au canal Rideau, où elle rejoint la rue Rideau. Son parcours délimite la frontière nord du centre-ville. Elle doit son nom au duc de Wellington, en reconnaissance de son rôle dans la création du canal Rideau, et donc d'Ottawa (voir Histoire d'Ottawa).
Sur la rue Wellington se trouvent le Parlement du Canada, l'édifice de la Cour suprême, la Bibliothèque nationale du Canada, édifices Victoria et Wellington, et le siège de la Banque du Canada.

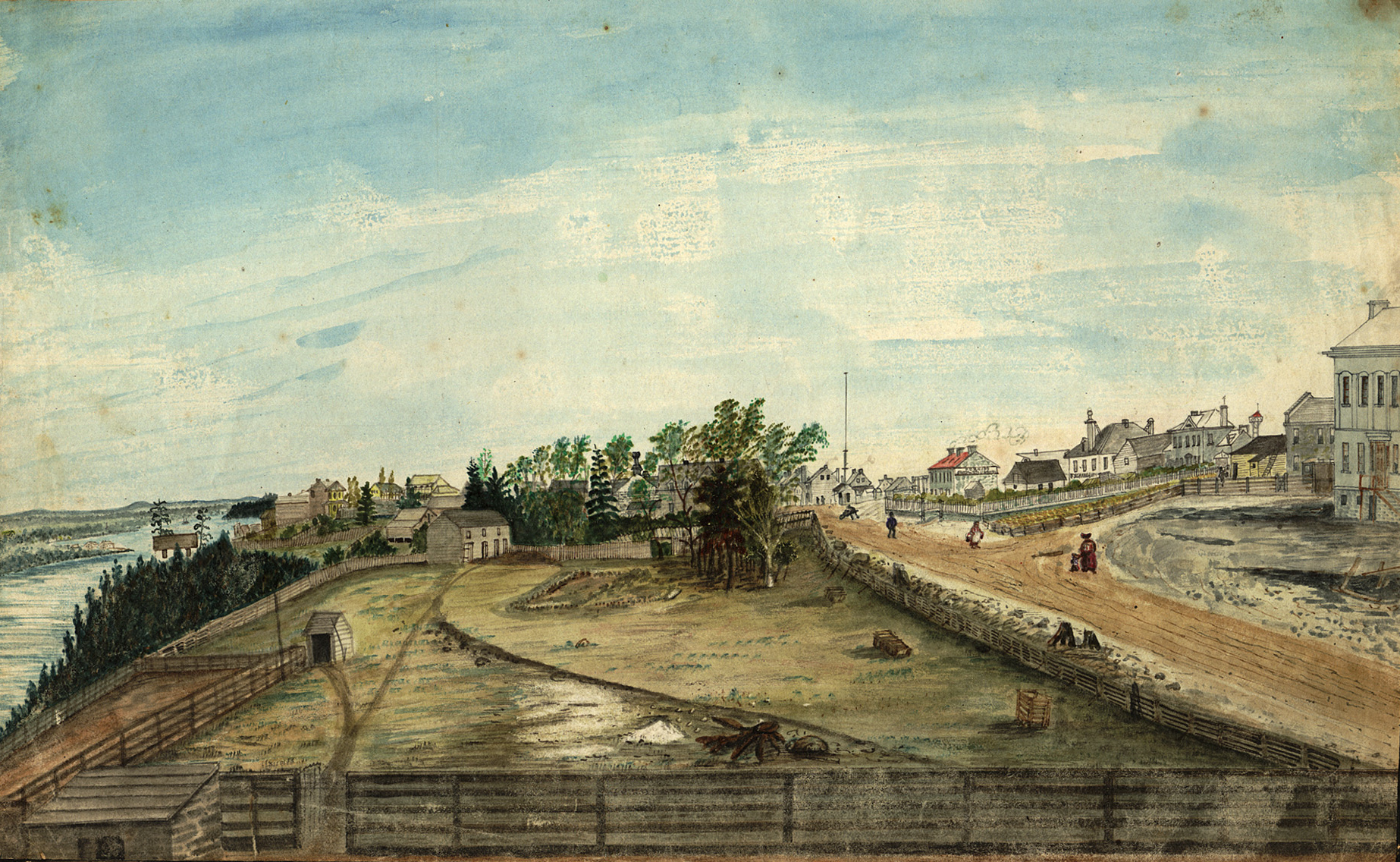
En 1845, par Thomas Burrowes
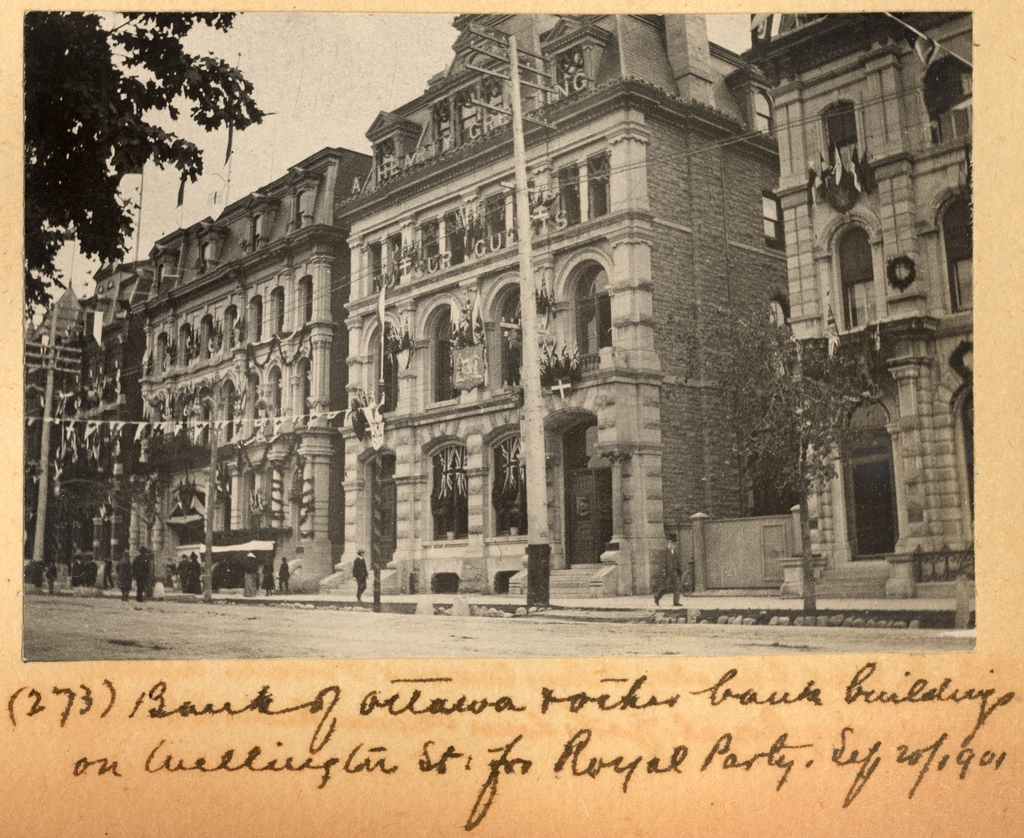
La rue décorée pour une visite royale, 1901
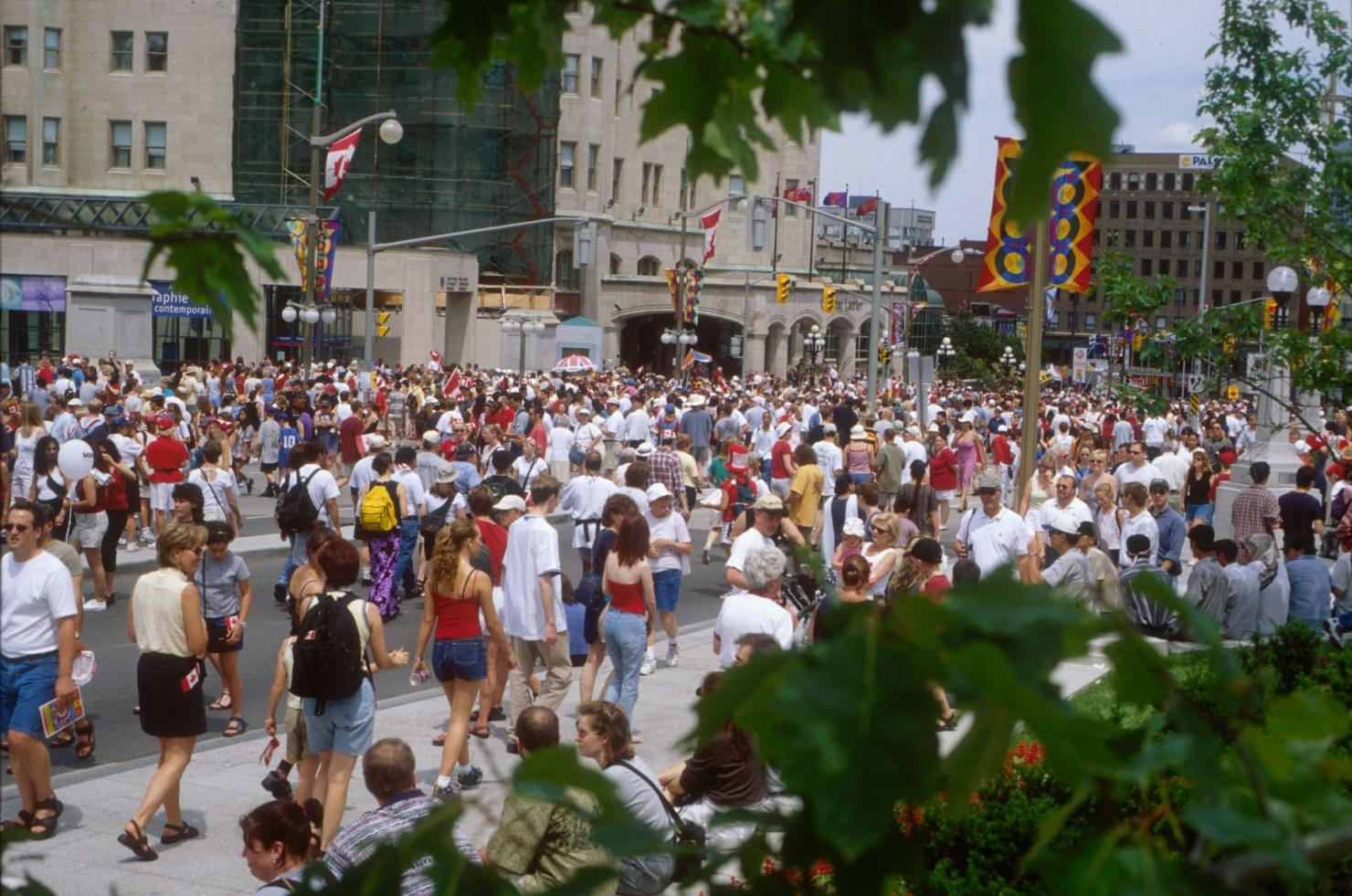
Lors de la Fête du Canada en 2000
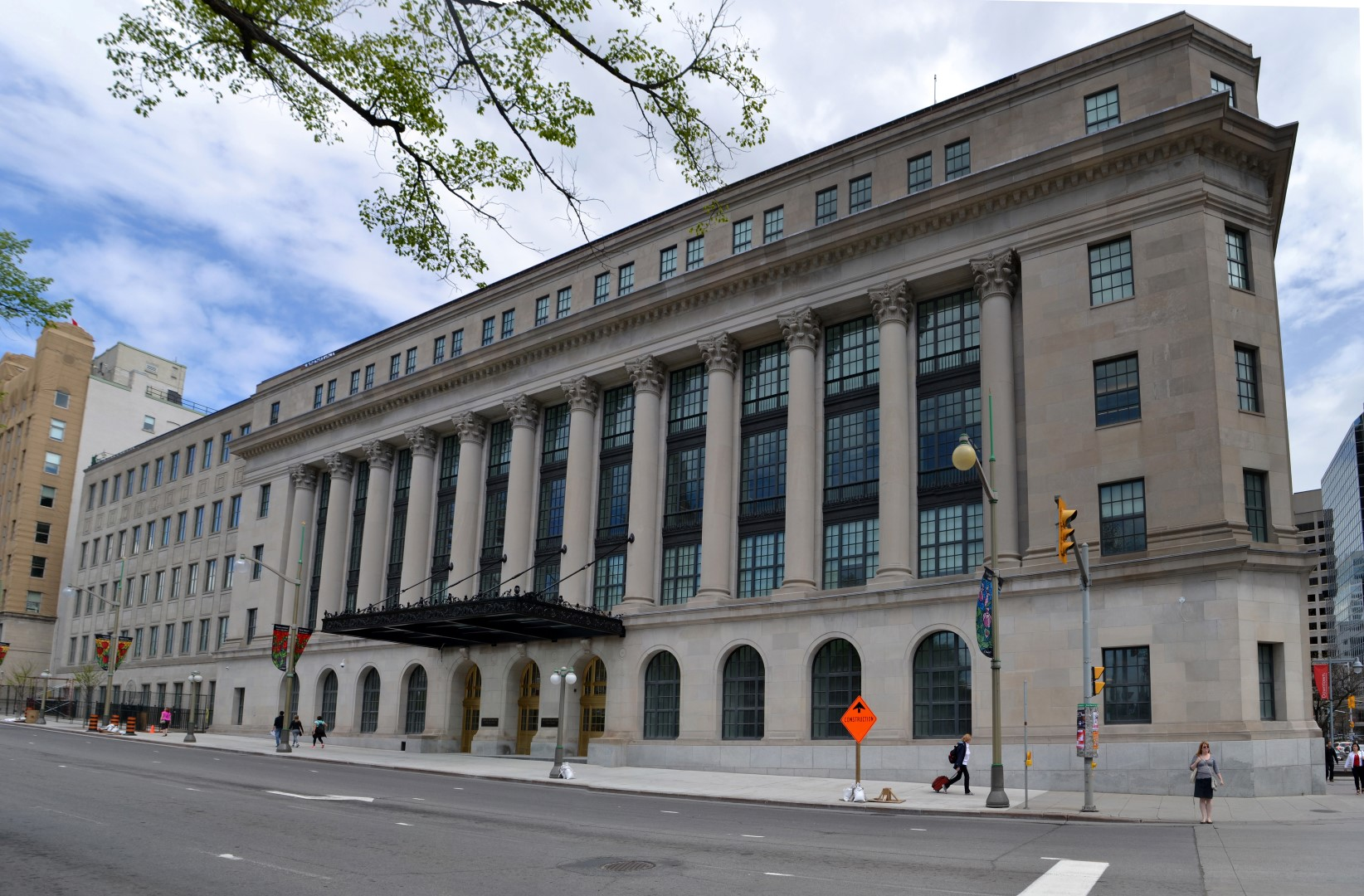
Édifice Wellington sur la rue Wellington en 2016